# کووتی (ناحیه نیمبورک)
کووتی (به چکی: Kouty) یک منطقهٔ مسکونی در جمهوری چک است که در ناحیه نیمبورک واقع شده‌است.